# Cola (género)
Cola é um género de plantas pertencente à subfamília Sterculioideae, família Malvaceae. As variedades mais comuns são obtidas de várias árvores do oeste da África ou da Indonésia, como Cola nitida ou Cola vera e a Cola acuminata. O grupo contém um total de 125 espécies. O fruto destas plantas é chamado de noz-de-cola.

## Espécies
- Cola acuminata (P.Beauv.) Schott & Endl.
- Cola alba A.Chev.
- Cola altissima Engl.
- Cola angustifolia K.Schum.
- Cola anomala K.Schum.
- Cola argentea Mast.
- Cola attiensis Aubrév. & Pellegr.
- Cola ballayi Cornu ex Heckel
- Cola bilenguensis Pellegr.
- Cola bipindensis Engl.
- Cola bodardii Pellegr.
- Cola boxiana Brenan & Keay
- Cola brevipes K.Schum.
- Cola bruneelii De Wild.
- Cola buesgenii Engl.
- Cola buntingii Baker f.
- Cola cabindensis Exell
- Cola caricifolia (G.Don) K.Schum.
- Cola cauliflora Mast.
- Cola cecidiifolia Cheek
- Cola chlamydantha K.Schum.
- Cola chlorantha F.White
- Cola clavata Mast.
- Cola coccinea Engl. & K.Krause
- Cola congolana De Wild. & T.Durand
- Cola cordifolia (Cav.) R.Br.
- Cola crispiflora K.Schum.
- Cola digitata Mast.
- Cola discoglypremnophylla Brenan & A.P.D.Jones
- Cola diversifolia De Wild. & T.Durand
- Cola duparquetiana Baill.
- Cola edeensis Engl. & K.Krause
- Cola elegans Pierre ex Breteler
- Cola fibrillosa Engl. & K.Krause
- Cola ficifolia Mast.
- Cola flaviflora Engl. & K.Krause
- Cola flavovelutina K.Schum.
- Cola gabonensis Mast.
- Cola gigantea A.Chev.
- Cola gigas Baker f.
- Cola gilgiana Engl.
- Cola gilletii De Wild.
- Cola glabra Brenan & Keay
- Cola glaucoviridis Pellegr.
- Cola greenwayi Brenan
- Cola griseiflora De Wild.
- Cola heterophylla (P.Beauv.) Schott & Endl.
- Cola hispida Brenan & Keay
- Cola hypochrysea K.Schum.
- Cola idoumensis Pellegr.
- Cola kimbozensis Cheek
- Cola lasiantha Engl. & K.Krause
- Cola lateritia K.Schum.
- Cola laurifolia Mast.
- Cola le-testui Pellegr.
- Cola lepidota K.Schum.
- Cola letouzeyana Nkongmeneck
- Cola liberica Jongkind
- Cola lissachensis Pellegr.
- Cola lizae N.Hallé
- Cola lomensis Engl. & K.Krause
- Cola lorougnonis Aké Assi
- Cola louisii Germ.
- Cola lukei Cheek
- Cola macrantha K.Schum.
- Cola mahoundensis Pellegr.
- Cola marsupium K.Schum.
- Cola mayimbensis Pellegr.
- Cola mayumbensis Exell
- Cola megalophylla Brenan & Keay
- Cola metallica Cheek
- Cola millenii K.Schum.
- Cola minor Brenan
- Cola mixta A.Chev.
- Cola mossambicensis Wild
- Cola mosserayana Germ.
- Cola nana Engl. & K.Krause
- Cola natalensis Oliv.
- Cola ndongensis Engl. & K.Krause
- Cola nigerica Brenan & Keay
- Cola nitida (Vent.) Schott & Endl.
- Cola noldeae Exell & Mendonça
- Cola obtusa Engl. & K.Krause
- Cola octoloboides Brenan
- Cola pachycarpa K.Schum.
- Cola pallida A.Chev.
- Cola philipi-jonesii Brenan & Keay
- Cola pierlotii Germ.
- Cola porphyrantha Brenan
- Cola praeacuta Brenan & Keay
- Cola pseudoclavata Cheek
- Cola pulcherrima Engl.
- Cola quentinii Cheek
- Cola quintasii Engl.
- Cola reticulata A.Chev.
- Cola ricinifolia Engl. & K.Krause
- Cola rondoensis Cheek
- Cola rostrata K.Schum.
- Cola ruawaensis Cheek
- Cola rubra A.Chev.
- Cola scheffleri K.Schum.
- Cola sciaphila Louis ex Germ.
- Cola selengana Germ.
- Cola semecarpophylla K.Schum.
- Cola simiarum Sprague ex Brenan & Keay
- Cola sphaerocarpa A.Chev.
- Cola sphaerosperma Heckel
- Cola stelechantha Brenan
- Cola subglaucescens Engl.
- Cola suboppositifolia Cheek
- Cola sulcata Engl.
- Cola tessmannii Engl. & K.Krause
- Cola triloba (R.Br.) K.Schum.
- Cola tsandensis Pellegr.
- Cola uloloma Brenan
- Cola umbratilis Brenan & Keay
- Cola urceolata K.Schum.
- Cola usambarensis Engl.
- Cola vandersmisseniana Germ.
- Cola verticillata (Thonn.) Stapf ex A.Chev.
- Cola welwitschii Exell & Mendonça ex R.Germ.
- Cola winkleri Engl.